# 黑河 (緬甸)
黑河是位在緬甸撣邦的城鎮，在東枝的西部。黑河機場是前往茵萊湖的主要機場。

## 交通
- 航空
  - 黑河機場。

## 外部連結
- Heho, Myanmar Travel Weather Averages (Weatherbase)（页面存档备份，存于）